# Relaciones Guatemala-Jordania
Las relaciones Guatemala-Jordania son las relaciones internacionales entre Jordania y Guatemala. Los dos países establecieron relaciones diplomáticas entre sí el 31 de enero de 1990.

## Misiones diplomáticas
Guatemala mantiene un consulado honorario en Amán, Jordania, así como un embajador concurrente para Jordania desde Egipto. Jordania mantiene un embajador concurrente para Guatemala desde México.
El 21 de abril de 2015, el príncipe hachemita, Su Alteza Real Ali bin Al Hussein visitó Guatemala como parte de su campaña para acceder a la presidencia de la FIFA. El viceministro de Relaciones Exteriores Rodrigo Vielmann, le dio la bienvenida en la sede de la Fuerza Aérea Guatemalteca.
El 8 de julio de 2016 el embajador de Jordania para México y concurrente para Guatemala Ibrahim Obeidat presentó sus cartas al presidente Jimmy Morales, ambos no descartan la apertura de rutas comerciales con Guatemala y el canciller guatemalteco valoró la estabilidad política y el papel de mediación que el Reino Hachemita de Jordania cumple en los conflictos entre Israel y Palestina, así como el liderazgo regional a pesar de la guerra interna en Siria y la guerra contra el Estado Islámico.